# آرژون‌ویلیه
آرژون‌ویلیه (به فرانسوی: Argenvilliers) یک کمون در فرانسه است که در اور-ا-لوآر واقع شده‌است. آرژون‌ویلیه ۱۸٫۳۵ کیلومتر مربع مساحت دارد ۲۷۰ متر بالاتر از سطح دریا واقع شده‌است.